# I'll See You in My Dreams (1951)
I'll See You in My Dreams (Sonharei com Você, no Brasil) é um filme norte-americano dirigido por Michael Curtiz em 1951.
O filme é uma biografia do letrista Gus Kahn, e inclui uma série de canções escritas por Kahn, incluindo a música-título. A história é contada do ponto de vista da esposa de Kahn, Grace, que ainda estava viva quando o filme foi feito (Kahn morreu uns dez anos antes). I See You in My Dreams foi um grande sucesso, o segundo filme de maior bilheteria da Warner Brothers do anos de 1952. 

## Elenco
- Doris Day como Grace LeBoy Kahn
- Danny Thomas como Gus Kahn
- Frank Lovejoy como Walter Donaldson
- Patrice Wymore como Gloria Knight (voz cantada foi dublada por Bonnie Lou Williams)
- James Gleason como Fred Thompson
- Mary Wickes como Anna
- Julie Oshins como Johnny Martin
- Jim Backus como Sam Harris
- Minna Gombell como Mrs. LeBoy
- Harry Antrim como Mr. LeBoy
- William Forrest como Florenz Ziegfeld, Jr.
- Bunny Lewbel como Irene, com 6 anos
- Robert Lyden como Donald, com 8 anos
- Mimi Gibson como  Irene, com 3 anos
- Christopher Olsen como Donald, com 4 anos (como Christy Olson)
- Joan Vohs como Chorine (sem créditos)